# Внутрішньоігрове відео
Внутрішньоігрове відео (англ. Cutscene; дослівно кат-сцена, також сінематика) — епізод у відеогрі у якому гравець продовжує контролювати події у супроводі інтерактивного фону, або не контролює дії на екрані взагалі. Кат-сцени роблять вимушену зупинку в геймплеї та використовується для роз'яснення сюжету, розвитку персонажів, для презентації передісторії та забезпечення відповідної атмосфери, діалогів, підказок тощо. Можуть бути як у вигляді анімації (зазвичай звуться cinematics (англ. сінематика) так і у вигляді кліпів, відзнятих з акторами.

## Види
З основних різновидів кат-сцен:

### Фільмографічні
Фільмографічні мають певну схожість з фільмами. Як правило вони використовують кадри відомих стрічок (як-то «Володар перснів» від EA), або, у разі достатнього бюджету, відео є спеціалізованим для конкретної гри.

### Мімікрична анімація
В цьому різновиді на попередньо відтворені ролики накладають додаткову CGI та МА, іноді у супроводі озвучки акторів чи тексту (ранній період). Переважно представлені у вигляді FMV.

### У реальному часі
Ролики в режимі реального часу здійснюються адаптовано до конкретної сцени за допомоги того самого рушія, що й графіка під час гри. Подібна техніка також відома як Машиніма.

### Змішаного типу
Містять як кадри адаптовані під графічний рушій так й інші елементи, як-то кінематографічні сцени, уривки докфільмів тощо. Найяскравішим прикладом є перший Prototype.

### Інтерактивні
Інтерактивне ВІ, на відміну від інших видів, надає можливість гравцю керувати подіями під час його тривалості.